# 木庭教
木庭 教（きにわ さとし、1926年7月28日 - 2008年5月23日）は、日本の元プロ野球スカウトである。「スカウトの神様」と呼ばれ、球団が初優勝した1975年から始まる広島東洋カープ黄金時代を創った影の主役と言われている。

## 来歴・人物
広島県広島市観音（現・西区観音）にて生を受ける。父が牧師であったため転任が重なり、幼少期は山口県徳山市、北海道釧路市で育った。5歳の時、再び広島市に戻り、段原（現・南区段原）に居を構える。段原は石本秀一、張本勲、福富邦夫、高津臣吾ら、多くのプロ野球選手を輩出した町として知られる。
1939年、広島県立広島商業学校（現・広島県立広島商業高等学校）に入学し、野球部に入部。広商は1942年に土屋雅敬らを擁して「幻の甲子園大会」に出場しているが、木庭はこの時補欠ですらなかった。1943年、広商を繰り上げ卒業した後、上京し日本大学専門部に進学。しかし戦況の悪化に伴い徴用で長崎、広島の三菱造船などを渡り歩き、その後神奈川県川崎市の陸軍飛行機工場で働いた。1945年夏、工場が空襲に遭い帰郷。同年8月6日、爆心地から1.4キロの住吉町（現・中区住吉町）の友人宅近くの路上にて被爆した。
戦後は父の郷里・岡山県赤磐郡瀬戸町（現・岡山市東区瀬戸町）に身を寄せ、知人と海産物問屋を興したり証券会社に勤務するなどした後は農業に従事していた。野球観戦を趣味として続けていたが1955年、自ら広島カープ（現・広島東洋カープ）に「これからは選手を育てていかなければいけない時代。こういう有望な選手を獲ってはいかがか」という選手のリストを綴った手紙を送る（この時推薦した選手に投手としての横溝桂がおり、実際に入団している）。これを野崎泰一がスカウトだった西野襄に見せ翌1956年、木庭30歳の時、広商時代の恩師で当時広島カープの事務局長だった久森健司（忠男）に「そんなに野球が好きなら」と勧められ、スカウトとしてカープに入団した。森永勝也、古葉毅（現・竹識）、上田利治らをスカウトした上司・西野から、スカウトとしての基礎を学んだ。1964年には平安高校の衣笠祥雄を獲得した。
1965年、プロ野球界にドラフト制度が導入され新人選手に対する契約金の上限が定められた。これにより資金力で他球団に劣る広島にも有望選手を獲得する機会が増大し、木庭のスカウトとしての才能が花開くこととなった。以降、山本浩二、水沼四郎、三村敏之、池谷公二郎、金城基泰、正田耕三ら有名アマチュア選手の獲得に辣腕を振るい、また達川光男、高橋慶彦、川口和久、大野豊、長嶋清幸、紀藤真琴といった野に埋もれていた無名選手の才能も見出した。木庭にスカウトされて入団した選手には球団が初優勝した1975年から1980年代後半にかけての広島全盛期を作り上げる原動力となった選手が多く、木庭はいわばカープ黄金時代の影の功労者であると言える。また、現在野球界に広く定着しているスピードガンによる球速測定を日本で最初に取り入れたことでも知られている。野球以外でも、熱狂的な競輪ファンでもあったことから、カープに入団してから僅か2年で現役を引退した石本龍臣を、友人で競輪選手の佐古雅俊に紹介した。石本はのち競輪選手として24年もの間現役を続けた。
スカウトとしては異例の取締役（部長）となったが1987年、広島東洋カープを退団。翌1988年、横浜大洋ホエールズ監督に就任した古葉竹識に請われ大洋に入団。フロントとの感情的対立から3年で退団するが、木庭在任時にスカウトした選手たちが、1998年横浜ベイスターズ優勝時の中心メンバーとなる。1991年にオリックス・ブルーウェーブ、1995年に日本ハムファイターズの顧問スカウトとなり、1998年にスカウト業から引退。そのスカウト活動は40年もの長きに及んだ。
ドラフト制度の熟成と共に各球団はスカウティングを充実させ、木庭がオリックススカウト就任の頃にはスカウトの担当地域はブロックで決められていたが、木庭は敢えてかつての広島時代と同じ全国を見てまわる1スカウトとして入団した。しかし広島時代とは違い木庭が見つけた隠し球をドラフト会議で指名を進言すると、合議制を楯に採用されないという事態を招いてしまったという。かつての木庭の仕事は人の知らぬ選手を探し、いかに安く入れるかであったが交通網、情報網の発展で隠し球を探すのは至難となり、スカウトの仕事は良い選手を自軍のチームにいかにして誘うかに移った。
1998年、講談社から木庭のスカウト人生を追ったノンフィクション『スカウト』（後藤正治・著）が発売された。
スカウト業引退後は、妻とともに岡山県倉敷市に隠棲。2008年5月23日、倉敷市内の倉敷中央病院で肺がんのため死去。81歳没。